# Ropica sparsepunctiscapus
Ropica sparsepunctiscapus är en skalbaggsart som beskrevs av Stefan von Breuning 1975. Ropica sparsepunctiscapus ingår i släktet Ropica och familjen långhorningar. Inga underarter finns listade i Catalogue of Life.